# Doryphallophora harrisoni
Doryphallophora harrisoni is een kreeftachtigensoort uit de familie van de Doryphallophoridae. De wetenschappelijke naam van de soort is voor het eerst geldig gepubliceerd in 1987 door Boxshall & Lincoln.